# Pulicaria dysenterica
Pulicaire dysentérique
Espèce
Classification APG II (2003)
Pulicaria dysenterica, la Pulicaire dysentérique, est une espèce de plantes à fleurs de la famille des Asteraceae.

## Synonymes
- Inula dysenterica L. (basionyme)
- Aster dysentericus (L.) Scop.
- Aster undulatus Moench
- Diplopappus dysentericus (L.) Bluff & Fingerh.

## Étymologie
Le nom Pulicaria vient du latin "Pulicarius", qui signifie "semblable à une puce" et fait référence aux propriétés anti-puces de certaines substances contenues dans la plante. Cette plante était autrefois utilisée dans le traitement contre la dysenterie, d'où son épithète spécifique "dysenterica".

## Description
La pulicaire dysentérique mesure de 10 à 50 cm de haut, c'est une plante vivace.
Les fleurs sont groupées en capitules de couleur jaune et s'épanouissent de juillet à septembre.
Les feuilles sont alternes, blanchâtres, pubescentes, ondulées sur les bords, embrassantes avec deux oreillettes à la base. L'involucre possède des bractées linéaires.
Les fruits sont des akènes à aigrette double, les extérieures étant petites.

## Habitat
Prairies humides ou marécageuses, fossés.

## Répartition
Europe médiane et méridionale. Commun sur toute la France (plus rare dans le sud).

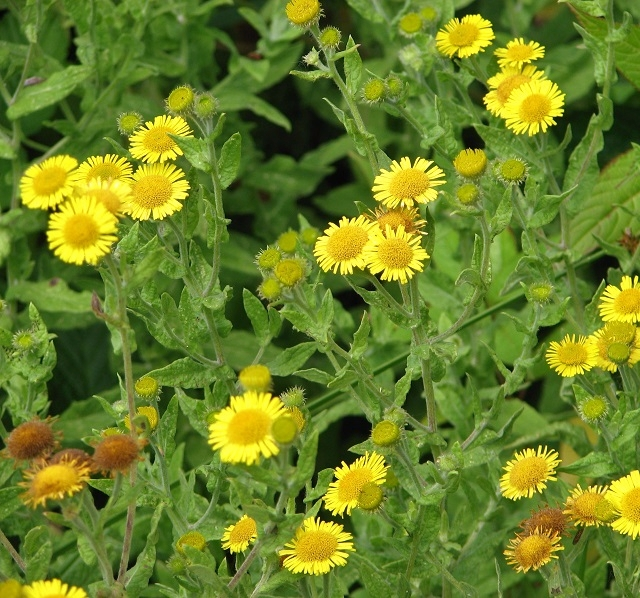
Inflorescence de Pulicaire dysentérique
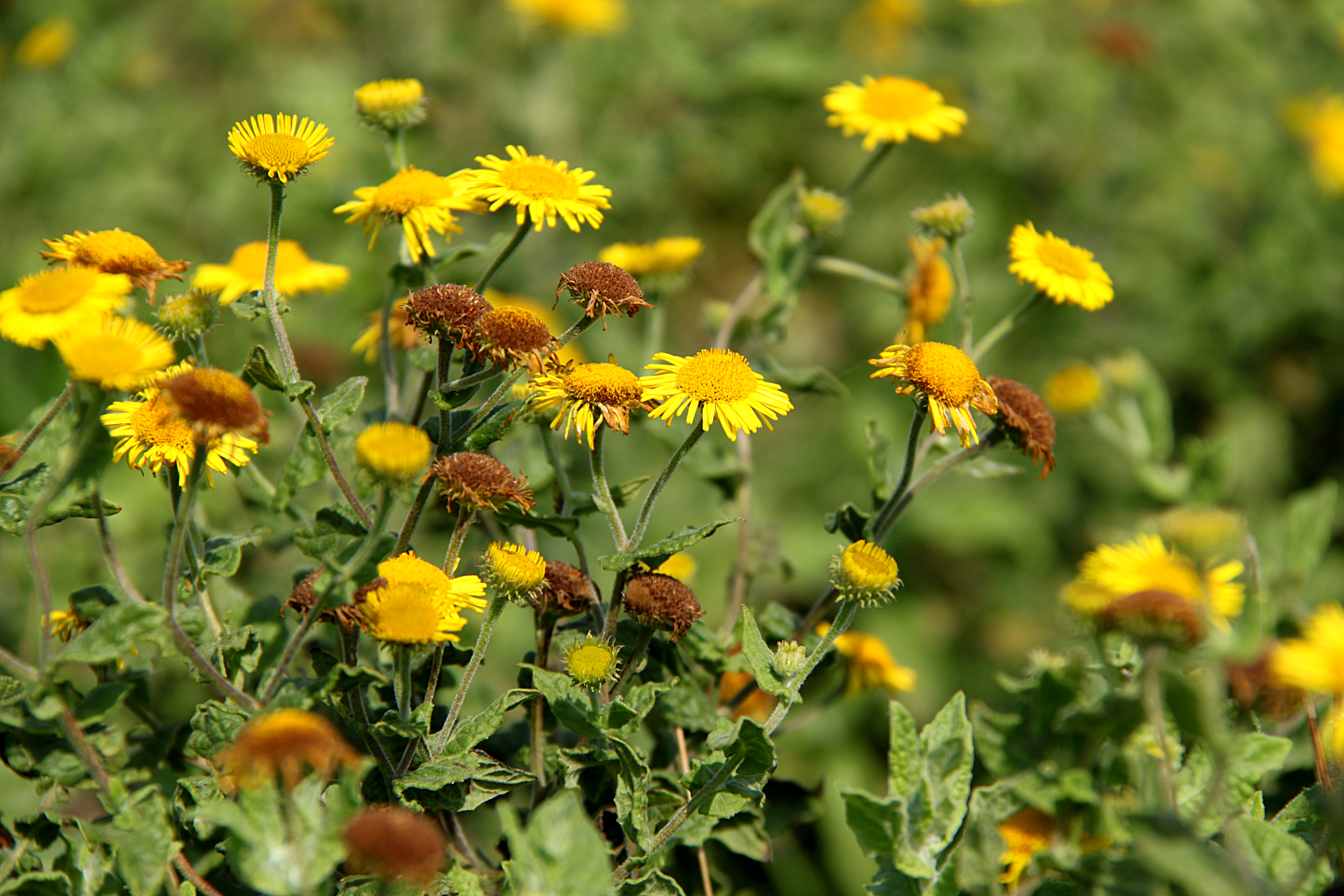
Pulicaire dysentérique
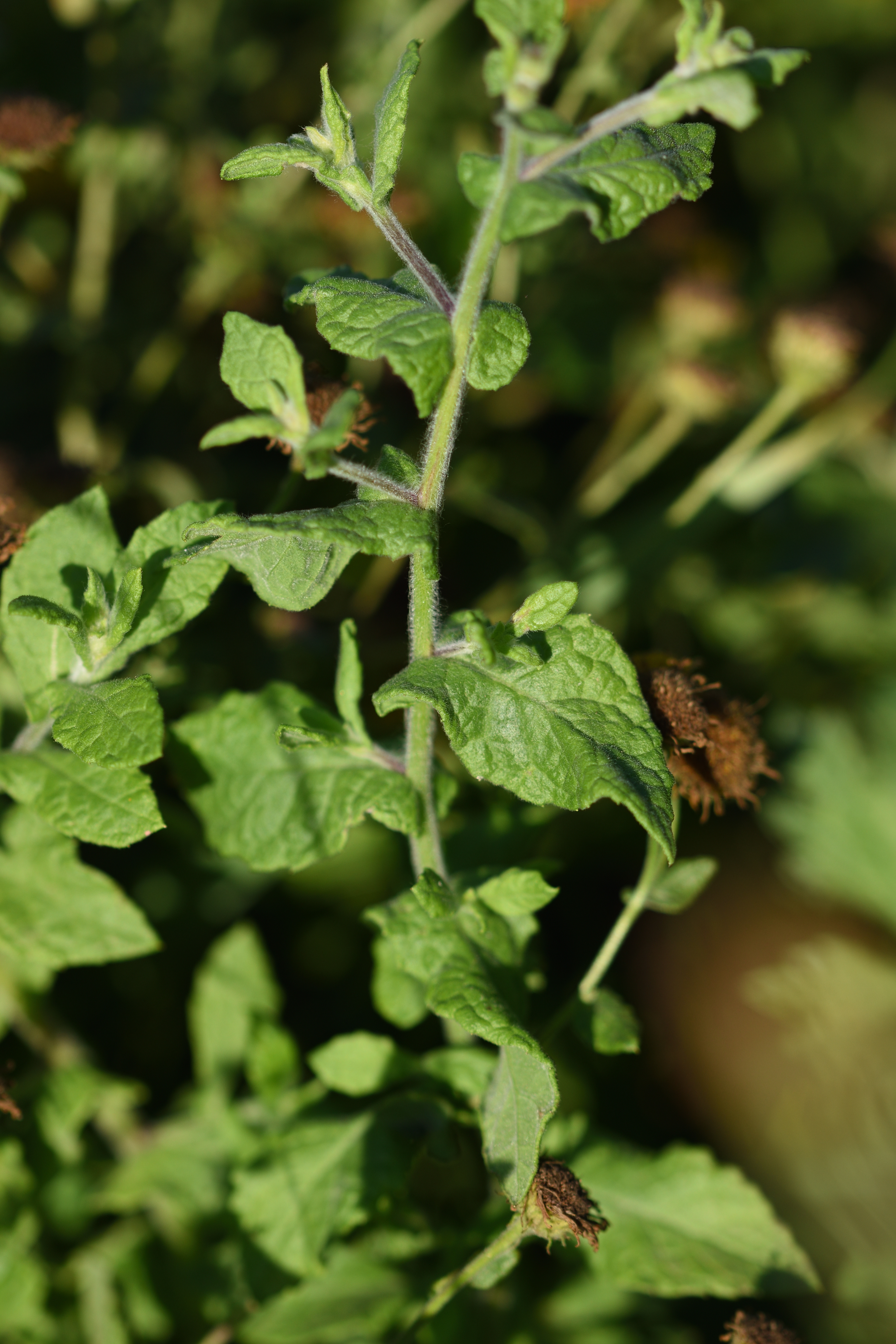
Feuilles ondulées sur les bords et embrassant la tige
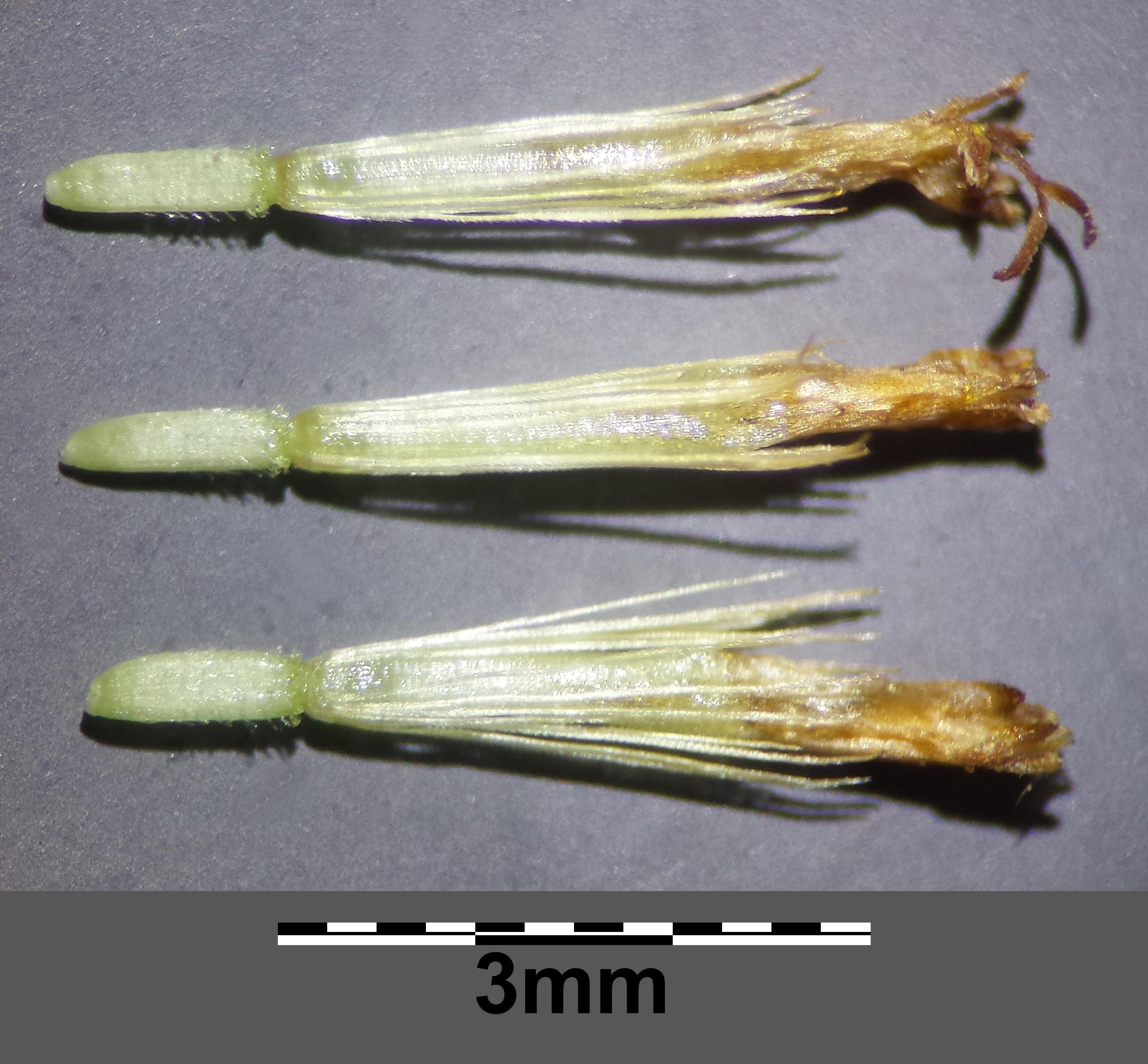
Akènes de pulicaire dysentérique
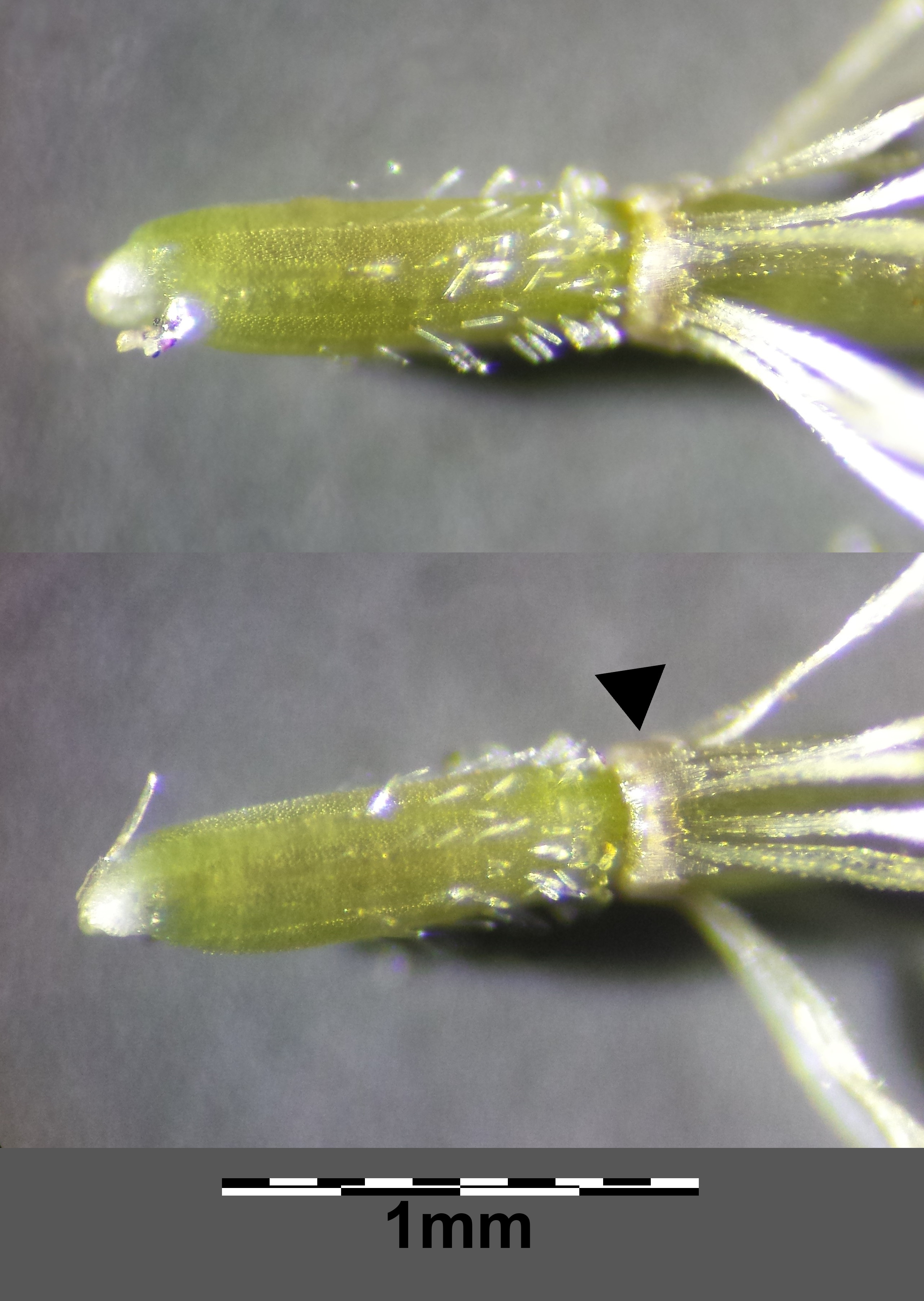
La flèche noire désigne les aigrettes extérieures, beaucoup plus courtes